# 히어로칸타레
히어로칸타레는 네이버 웹툰 신의 탑, 갓 오브 하이스쿨, 열렙전사를 넣어 만든 게임이다. 2019년 1월 한국, 11월 대만, 2020년 6월 북미와 유럽에 출시하였다. 현재 북미 RPG1 위이다.